# كارل تيودور دراير
كارل تيودور دراير (بالدنماركية: Carl Th. Dreyer)‏ (1889 - 1968) مخرج أفلام دنماركي. يعتبر من أهم المخرجين في تاريخ الدنمارك وفي تاريخ السينما عموما. بدأ مسيرته الفنية ككاتب سيناريو عام 1912 مع الفيلم الصامت ابنة الجعة. ثم كان أول فيلم له كمخرج هو فيلم الرئيس عام 1919. عمل في إنتاج الأفلام في الدنمارك وألمانيا وفرنسا. أشهر أعماله هي: الفيلم الصامت آلام جان دارك الذي أنتج في فرنسا عام 1928 وفيلم يوم الغضب الصادر عام 1943 وفيلم الكلمة الذي صدر عام 1956. أخرج أربعة عشر فيلماً طويلاً وثمان أفلام قصيرة.

## حياته
ولد دراير بطريقة غير شرعية في كوبنهاغن، الدنمارك. كانت والدته الأصلية خادمة سكانيان غير متزوجة تدعى جوزفين برناردين نيلسون.
تبناه والده جينس كريستيان تورب، وهو مزارع دنماركي متزوج يعيش في السويد وكان سيد والدته. أمضى العامين الأولين من حياته في دور الأيتام حتى تبنيه من قبل مصمم الطباعة كارل ثيودور درير وزوجته إنغر ماري (ني أولسن). تم تسميته على اسم والده بالتبني، ولكن وفقًا للممارسات الدنماركية، لم تتم إضافة «كبير» أو «صغير» إلى أسمائهم لتمييزهم عن بعضهم البعض.
كان والديه بالتبني بعيدين عاطفيًا وكانت طفولته غير سعيدة إلى حد كبير. وأشار لاحقًا إلى أن والديه «أبلغوني باستمرار أنني يجب أن أكون ممتنًا للطعام الذي تلقيته وأنني لم أطالب بأي شيء، لأن والدتي تخلت عن الدفع بالاستلقاء لتموت».  لكنه كان طالبًا مدرسيًا ذكيًا للغاية، ترك المنزل والتعليم الرسمي في سن السادسة عشرة. لقد نأى بنفسه عن عائلته بالتبني، لكن تعاليمهم كانت للتأثير على موضوعات العديد من أفلامه.
كان دراير محافظاً أيديولوجياً. وفقًا لديفيد بوردويل، «بصفته شابًا كان ينتمي إلى الحزب الاجتماعي الليبرالي، وهو جماعة محافظة راديكالية فقط في معارضتهم للنفقات العسكرية...» (حتى عندما كنت مع إيكسترابلاديت، يتذكر دراير)، «كنت محافظًا... أنا لا أؤمن بالثورات. لديهم، كقاعدة عامة، الجودة المملة لسحب التنمية للوراء. أنا أؤمن أكثر بالتطور، في التطورات الصغيرة.»
توفي دراير بالالتهاب الرئوي في كوبنهاغن عن عمر يناهز 79 عامًا.
أنتج فيلم وثائقي بعنوان كارل ث. دراير: ميتيير مبني على ذكريات ممن عرفوه.

## العمل
عندما كان شابًا، عمل دراير كصحفي، لكنه في النهاية انضم إلى صناعة السينما ككاتب لبطاقات العناوين للأفلام الصامتة وبعد ذلك للسيناريوهات. تم تعيينه في البداية من قبل شركة نورديسك فيلم في عام 1913.
كان أول فيلم من إخراجه عام 1919 بعنوان الرئيس وهو من نوع الميلودراما الحزينة. بعده بسنة في عام 1920 أخرج فيلمين وهما أرملة بارسون وأوراق من كتاب الشيطان وكلاهما يعدا من أهم أعماله حتى أن فيلم أوراق من كتاب الشيطان وصلت مدته لساعتين وسبعة وأربعين دقيقة والتي تعد في تلك الفترة طويلة جداً.
بعدها بسنتين أخرج فيلم نحب بعضنا البعض والذي يعد من أقل أعماله شهرة وفي نفس العام أخرج فيلم آخر بعنوان في يوم من الأيام والذي أيضاً يعد من أقل أعماله شهرة.
في عام 1924 قدم واحد من أهم أعماله على الإطلاق فيلم بعنوان مايكل. وبعدها بعام قدم فيلم سيد المنزل والذي يعد أيضاً من أهم أعماله. في عام 1926 قدم فيلم عروس جلومدال الذي يعد من أقل أعماله شهرة.
بينما كان يعيش في فرنسا التقى بالمخرج والكاتب الكبير جان كوكتو والرسام جان هوغو وأعضاء آخرين من الفنانين الفرنسيين. في عام 1928 قام بعمل تحفته الذي تعد واحد من أعظم ماقدمت السينما في التاريخ آلام جان دارك والذي يعد من الأفلام المؤثرة جداً.
استخدم دراير التمويل الخاص من الصحفي نيكولا ويست لصنع فيلمه التالي فامباير 1932 حيث كانت صناعة السينما الدنماركية في حالة خراب مالي وهو تأمل سريالي على الخوف. ويعد من أهم الأعمال الكلاسيكية على الإطلاق. تم تصوير الفيلم بشكل صامت في الغالب ولكن بحوار متقطع ومبهج في ثلاث نسخ منفصلة - الإنجليزية والفرنسية والألمانية.
كان كلا الفيلمين فاشلين في شباك التذاكر، ولم يصنع دراير فيلمًا آخر حتى عام 1943. وكانت الدنمارك تحت الاحتلال النازي. وكان الفيلم الذي أخرجه بعنوان يوم الغضب والذي يعد من أعظم الأفلام على الإطلاق. من خلال هذا العمل، أسس دراير الأسلوب الذي يميز أفلامه الصوتية: التراكيب الدقيقة، والتصوير السينمائي الأحادي اللون، والفترات الطويلة جدًا.
بعده بسنتين قدم فيلم شخصان وهو أقل أعماله شهرة. وبعد عشرة سنوات قدم فيلم الكلمة الذي يعد من أعظم ما قدم على الإطلاق.وبعدها بتوقف دام لتسع سنوات قدم فيلم الأخير جيرترود الذي يعد من أهم أعماله على الإطلاق.
كان المشروع العظيم الذي لم ينته من مسيرة دراير هو فيلم عن المسيح. على الرغم من كتابة مخطوطة (نُشرت في عام 1968)، إلا أن الظروف الاقتصادية غير المستقرة ومطالب دراير الخاصة بالواقعية جنبًا إلى جنب مع تغيير مشاركته جعلتها تظل حلماً.

### الأفلام القصيرة
الأمهات الجيدة وهو أول فيلم قصير له قدمه عام 1942 وهو من نوع الأفلام الوثائقية. وفي عام 1946 قدم فيلم الماء في البلاد وهو أيضاً وثائقي. في عام 1947 قدم فيلمين وثائقين وهما كنيسة القرية الدنماركية والنضال ضد السرطان. في عام 1948 قدم الفيلم الدرامي المرعب أمسكوا العبارة والذي يعد أهم فيلم قصير له ومن أهم الأفلام القصيرة على الإطلاق وهو الفيلم القصير الوحيد من أفلامه القصيرة الغير وثائقي.
في سنة 1949 قدم الفيلم الوثائقي الرائع ثورفالدسن. وبعده بعام قدم فيلم الوثائقي ستورسترومسبروين. وكان آخر فيلم وثائقي قصير له في عام 1954 بعنوان قلعة في قلعة: كروجن وكرونبورغ.

## روابط خارجية
- كارل تيودور دراير على موقع IMDb (الإنجليزية)
- كارل تيودور دراير على موقع الموسوعة البريطانية (الإنجليزية)
- كارل تيودور دراير على موقع مونزينجر (الألمانية)
- كارل تيودور دراير على موقع ألو سيني (الفرنسية)
- كارل تيودور دراير على موقع أول موفي (الإنجليزية)
- كارل تيودور دراير على موقع قاعدة بيانات الأفلام السويدية (السويدية)
- كارل تيودور دراير على موقع إن إن دي بي (الإنجليزية)
- كارل تيودور دراير على موقع قاعدة بيانات الفيلم (الإنجليزية)
- كارل تيودور دراير على موقع كينوبويسك (الروسية)